# 착한 살인자들
"착한 살인자들"은 2011년에 개봉한 대한민국의 영화이다.

## 캐스팅
- 이무생
- 조원희
- 김현숙
- 김하린
- 안영석
- 이민규
- 유연석
- 하덕성
- 김수정
- 이명호
- 정진혁
- 오진호
- 이다빈
- 이미형
- 정경숙
- 김만
- 조석신
- 조성은
- 오현철
- 허인범
- 이슬이
- 강석무
- 최두영
- 이상윤
- 박경호
- 장미선
- 모홍진
- 장민경
- 김요석
- 방재현
- 김광수
- 김준
- 하일우
- 강한빛
- 홍주임
- 이민섭
- 김미현
- 이찬영
- 김동주
- 박수정
- 윤경호
- 차래형
- 손부경
- 김홍기
- 홍서영
- 김지현
- 정다정
- 김유진
- 한나
- 박혜진
- 김상희
- 조원광
- 방미영
- 정아름
- 박유진